# Europees kampioenschap zeilwagenrijden 1965
Het Europees kampioenschap zeilwagenrijden 1965 was een door de Internationale Vereniging voor Zeilwagensport (FISLY) georganiseerd kampioenschap voor zeilwagenracers. De 3e editie van het Europees kampioenschap vond plaats in het Franse Le Touquet. 

## Uitslagen
| klasse   | Goud           | Zilver        | Brons               |
| -------- | -------------- | ------------- | ------------------- |
| Klasse 1 | Pierre Demoury | Christian Nau | Claus-Werner Wieben |

1963 ·
1964 ·
1965 ·
1966 ·
1967 ·
1968 ·
1969 ·
1970 ·
1971 ·
1972 ·
1973 ·
1974 ·
1975 ·
1976 ·
1977 ·
1978 ·
1979 ·
1980 ·
1981 ·
1982 ·
1983 ·
1984 ·
1985 ·
1986 ·
1987 ·
1988 ·
1989 ·
1990 ·
1991 ·
1992 ·
1993 ·
1994 ·
1995 ·
1996 ·
1997 ·
1998 ·
1999 ·
2000 ·
2001 ·
2002 ·
2003 ·
2004 ·
2005 ·
2006 ·
2007 ·
2009 ·
2010 ·
2011 ·
2013 ·
2015 ·
2016 ·
2017 ·
2019 ·
2020 ·